# Grandes Jorasses
Grandes Jorasses – grań w głównym grzbiecie Masywu Mont Blanc, w grupie górskiej Jorasses. Leży na granicy między Francją (departament Górna Sabaudia) a Włochami (region Dolina Aosty). Grań przebiega równoleżnikowo od przełęczy Col des Hirondelles (3491 m) na wschodzie do przełęczy Col des Grandes Jorasses (3825 m) na zachodzie.
W grani znajdują się następujące wierzchołki (licząc od wschodu): 
- Pointe Walker (4208 m),
- Pointe Whymper (4184 m),
- Pointe Croz (4110 m),
- Pointe Hèlene (4045 m),
- Pointe Marguerite (4065 m),
- Pointe Young (3996 m).

Północna ściana Grandes Jorasses wznosi się nad lodowcem Glacier de Leschaux i ma 1200 metrów wysokości. Klasyczną drogą przez północną ścianę jest filar Walkera (Cassin/Esposito/Tizzoni, 1938, TD+/ED1, IV, 5c/6a, A1, 1200 m), prowadzący wprost na wierzchołek. 
Filar Walkera na Grandes Jorasses, północna ściana Eigeru i północna ściana Matterhornu tworzą tzw. Tryptyk Alpejski (najbardziej wymagających, północnych ścian Alp).
Polscy alpiniści na Grandes Jorasses
Swój udział w wytyczaniu nowych dróg wspinaczkowych mają na Grandes Jorasses polscy wspinacze. Pierwszą z polskich, nowych dróg na północnej ścianie góry wytyczyli Henryk Furmanik, Andrzej Heinrich i Krzysztof Zdzitowiecki - droga znajduje się na Pointe Young. Ich przejście miało miejsce w 1968 roku i była to w tamtym czasie dopiero siódma niezależna droga na ścianie. W lipcu 1970 roku Eugeniusz Chrobak, Jacek Poręba i Wojciech Wróż wytyczyli na tej samej ścianie, na Pointe Hélene, kolejną polską drogę. W sierpniu 1975 roku na ten sam wierzchołek Pointe Hélene, swoją nową drogę wytycza zespół Jerzy Kukuczka, Wojciech Kurtyka i Marek Łukaszewski. W sierpniu 2004 roku nową, 900-metrową drogę w lewej części północnej ściany wytyczyli również poznaniacy, Maciej Sokołowski i Michał Włodarczak.